# Maïdine Douane
Maïdine Douane (sinh ngày 23 tháng 8 năm 2002) là một cầu thủ bóng đá chuyên nghiệp người Pháp hiện tại đang thi đấu ở vị trí tiền đạo tấn công cho câu lạc bộ Clermont Foot tại Ligue 2.

## Đời tư
Anh sinh ra ở Thionville, miền bắc nước Pháp vào năm 2002 và mang 2 hộ chiếu quốc tịch Pháp và Algérie.